# تشال غرد كشتورزة (زاز الشرقي)
تشال غرد کشتورزة (بالفارسية: چالگردکشت ورزه) هي قرية تقع في إيران في قسم زاز الشرقي الریفي. يقدر عدد سكانها بـ 212 نسمة .